# Canomaculina recipienda
Canomaculina recipienda är en lavart som först beskrevs av William Nylander och som fick sitt nu gällande namn av John Alan Elix. 
Canomaculina recipienda ingår i släktet Canomaculina och familjen Parmeliaceae. Inga underarter finns listade i Catalogue of Life.